# Écoles de yoga
Au sein d'une même Voie (मार्ग, mārga), il peut exister des courants différents. 
Les cinq voies majeures et traditionnelles du yoga indien peuvent résumer ces directions. Il est également possible de les suivre séparément :
1. Jñāna Yoga : Yoga de la Connaissance transcendante ;
2. Bhakti Yoga : Yoga de la Dévotion et de l'adoration ;
3. Karma Yoga : Yoga du Service et de l'action désintéressée ;
4. Kriyā Yoga : Yoga de la Technique, toutes les techniques de yoga ;
5. Rāja Yoga : Yoga codifié par Patañjali, procédant essentiellement par méditation.

## Les différents courants du yoga technique (Kriya Yoga)
Voici les principaux yoga techniques :
1. Le Haṭha Yoga, la pratique (posturale) qui est l'aspect le plus connu en Occident ;
2. Le Mantra Yoga ;
3. Le Tantra Yoga ou Tantrisme, dont voici quelques courants :
  1. Le Shivaïsme du Cachemire ;
  2. La Kuṇḍalini Yoga

## Les écoles de yoga

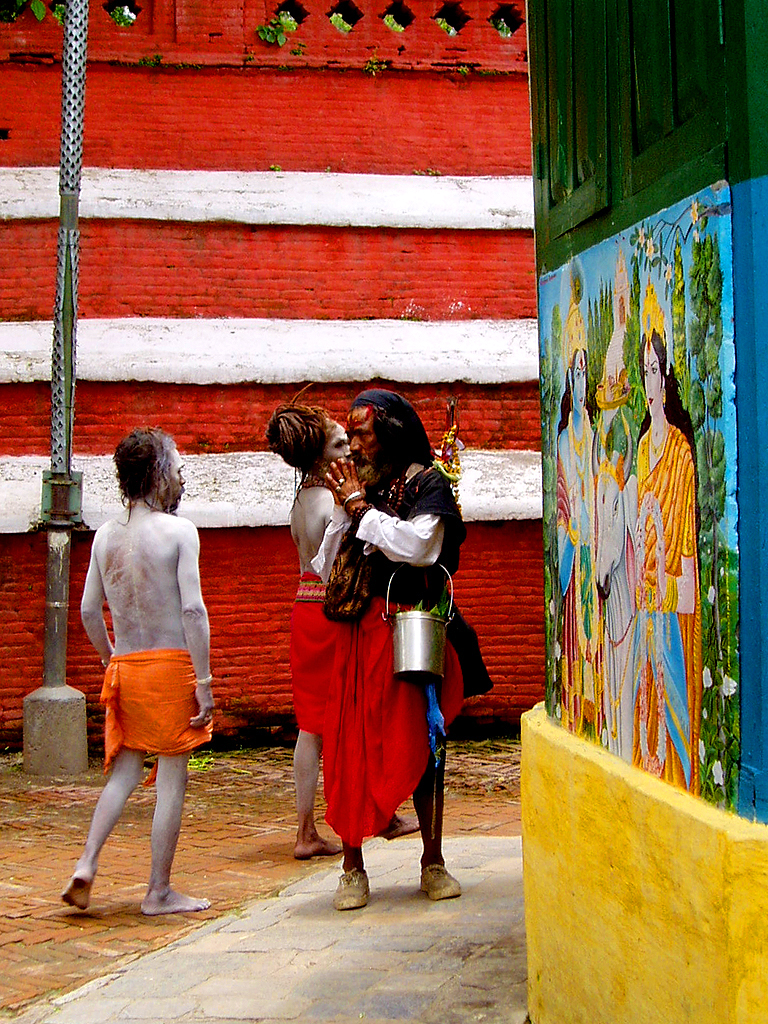
Sadhous au Népal, à Pashupatinath.

Au sein d'une même Voie (मार्ग, mārga), il peut exister des courants différents. Un yogi reconnu comme maîtrisant parfaitement un mode d'enseignement, peut décider de fonder une école de yoga se référant à une voie traditionnelle d'enseignement. Cette école (à ne pas confondre avec les grands courants de pensée (darśana) de la philosophie indienne) sera fortement marquée par la personnalité du fondateur ainsi que la terminologie, les techniques et le cheminement qui à ses yeux s'avèrent les meilleurs.
Quelques maîtres : 
- Jñāna-Yoga :

Jiddu Krishnamurti, Nisargadatta Maharaj, Ramesh Balsekar, Poonja.
- Rāja-Yoga

Patañjali, Jean Klein, Sri Aurobindo.
- Haṭha Yoga, et Kriyā Yoga

B.K.S. Iyengar, Eva Ruchpaul, André van Lysebeth, T.K.V. Desikachar, Sri T.K. Sribhashyam, Swami Satchidananda, Shri Mahesh Ghatradyal, Pattabin Jois, Yogi Bhajan, ViniYoga, Paramahansa Yogananda, Swami Satyananda.